# Jarzmo mostowe
Jarzmo mostowe – pośrednia podpora mostowa w postaci rzędu pali lub ramy opartej o dno, bez usztywnienia wzdłuż mostu. Stosuje się jako pośrednią podporę, najczęściej przy budowie mostów leżajowych. 
Jarzmo palowe składa się z pali wbitych w dno w jednym rzędzie (prostopadłym do długości mostu), stężonych przy pomocy kleszczy i zastrzałów. Szczyty pali połączone są kapturem, na którym oparty jest most.
Jarzmo ramowe składa się ze słupów opartych na podwalinie, która leży na podkładkach, przekazujących ciężar na dno. Jak w jarzmie palowym, słupy u góry połączone są kapturem i stężone kleszczami oraz zastrzałami. 
Kilka jarzm ustawionych w odległości 1-2 metrów i połączonych oraz stężonych (wzdłuż mostu) tworzy podporę wieżową mostu (filar drewniany).